# هيو د. مكينتوش
هيو د. مكينتوش (بالإنجليزية: Hugh D. McIntosh)‏ هو محرر أسترالي، ولد في 10 سبتمبر 1876 في سيدني في أستراليا، وتوفي في 2 فبراير 1942 في لندن في المملكة المتحدة.